# Generál tankových vojsk

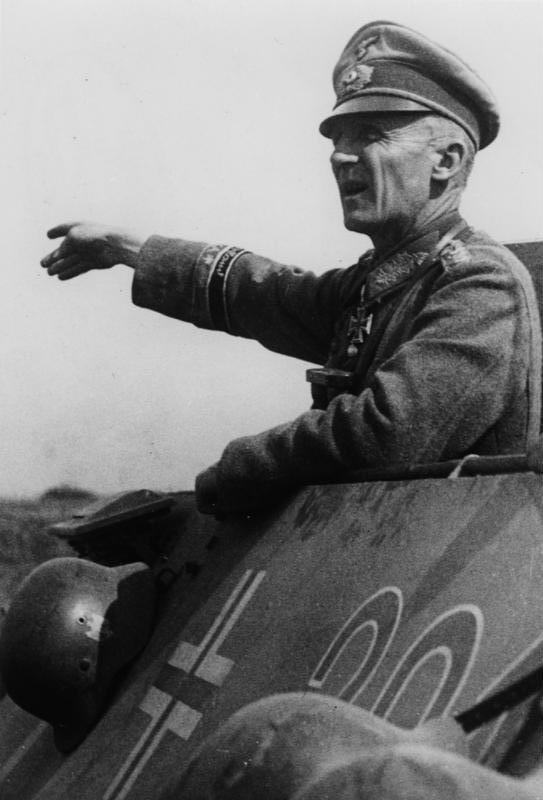
Hasso von Manteuffel

Generál tankových vojsk nebo Generál tankových jednotek (německy General der Panzertruppe) byla německá generálská hodnost zavedená Wehrmachtem v roce 1935. Označení funkce General der Panzertruppen je dnes stále používáno u Bundeswehru.
Tato hodnost byla na stejné úrovni jako dlouho zavedené hodnosti jako byly: Generál jezdectva (General der Kavallerie), Generál dělostřelectva (General der Artillerie) a Generál pěchoty (General der Infanterie). Wehrmacht společně s ní zavedl hodnosti Generál zásobovacích vojsk (General der Nachschubtruppe), Generál spojovacích vojsk (General der Nachrichtentruppe), Generál výsadkových vojsk (General der Fallschirmtruppe) a Generál horských vojsk (General der Gebirgstruppe).

## Seznam důstojníků
- Hans-Jürgen von Arnim (1889-1962)
- Hermann Balck (1893–1982)
- Erich Brandenberger (1882–1955)
- Hermann Breith (1892–1964)
- Hans Cramer (1896–1968)
- Ludwig Crüwell (1892–1958)
- Karl Decker (1897–1945)
- Heinrich Eberbach (1895–1992)
- Maximilian von Edelsheim (1897–1994)
- Hans-Karl von Esebeck (1892–1955)
- Gustav Fehn (1892–1945)
- Ernst Feßmann (1881–1962)
- Wolfgang Fischer (1888–1943)
- Walter Fries (1894–1982)
- Hans von Funck (1891–1979)
- Leo Geyr von Schweppenburg (1886–1974)
- Fritz-Hubert Graeser (1888–1960)
- Heinz Guderian (1888–1954)
- Josef Harpe (1887-1986)
- Sigfrid Henrici (1889–1964)
- Traugott Herr (1890–1976)
- Alfred von Hubicki (1887–1971)
- Hans-Valentin Hube (1890-1944)
- Georg Jauer (1896–1971)
- Werner Kempf (1886–1964)
- Mortimer von Kessel (1893–1981)
- Friedrich Kirchner (1885–1960)
- Ulrich Kleemann (1892–1963)
- Otto von Knobelsdorff (1886–1966)
- Walter Krüger (1892–1973)
- Friedrich Kühn (1889–1944)
- Adolf-Friedrich Kuntzen (1889–1964)
- Willibald von Langermann und Erlencamp (1890–1942)
- Joachim Lemelsen (1888–1954)
- Heinrich von Lüttwitz (1896–1969)
- Smilo von Lüttwitz (1895–1975)
- Oswald Lutz (1876–1944)
- Hasso von Manteuffel (1897–1978)
- Karl Mauss (1898–1959)
- Walter Model (1891–1945)
- Walther Nehring (1892–1983)
- Friedrich Paulus (1890–1957)
- Georg-Hans Reinhardt (1887-1963)
- Erwin Rommel (1891-1944)
- Hans Röttiger (1896–1960)
- Dietrich von Saucken (1892–1980)
- Ferdinand Schaal (1889–1962)
- Rudolf Schmidt (1886-1957)
- Frido von Senger und Etterlin (1891–1963)
- Horst Stumpff (1887-1958)
- Wilhelm von Thoma (1891–1948)
- Gustav von Vaerst (1894–1975)
- Rudolf Veiel (1883-1956)
- Heinrich von Vietinghoff (1887-1952)
- Walther Wenck (1900-1982)